# 실링
실링(shilling)은 여러 나라에서 화폐 단위로 쓰인다. '-ing'는 축소형 접미사로 파악된다.

## 영국 실링

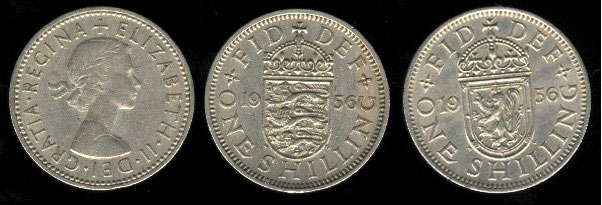
1956년 발행 영국 실링

영국에서는 과거에 사용되던 화폐 단위이다. 1971년까지 통용되었다. 그 외에 다음과 같은 실링이 있다.
- 오스트레일리아 실링
- 아일랜드 실링
- 동아프리카 실링
- 소말리아 실링
- 우간다 실링
- 케냐 실링
- 탄자니아 실링

## 오스트리아 실링
오스트리아 실링(schilling)은 1924년부터 1938년까지 그리고 1945년부터 2002년까지 통용된 오스트리아의 통화로, 1 실링은 100 그로셴(groschen)에 해당된다. 유로와의 교환 비율은 1 유로 = 13.7603 실링이다.